# Parafia Świętych Apostołów Piotra i Pawła w Dębem Wielkim
Parafia Świętych Apostołów Piotra i Pawła w Dębem Wielkim – parafia rzymskokatolicka należąca do dekanatu mińskiego – św. Antoniego z Padwy, diecezji warszawsko-praskiej, metropolii warszawskiej Kościoła katolickiego.

## Historia
Erygowana w 1913. Od 1 lipca 2015 nowym administratorem a od 12 października 2016 proboszczem jest ks. prałat generał brygady Sławomir Żarski. Posługę wikarego pełni ks. Paweł Kondracki.
W 2011 pod nadzorem konserwatora zabytków dokonano renowacji figur ołtarza. Prace konserwatorskie były współfinansowane przez Urząd Marszałkowski.

## Zasięg parafii
Do parafii należą wierni z następujących miejscowości: Aleksandrówka, Cięciwa, Dębe Wielkie, Górki (ul. Armii Krajowej, Hutnicza, Nadrzeczna), Kobierne, Olesin, Ostrów-Kania, Rysie, Teresław, Wielgolas Duchnowski (do nr. 22)

## Duszpasterstwo
Przy parafii działa m.in. Parafialny Zespół Caritas i Pluton Różańcowy.